# Leopold Zubek
Leopold Zubek (4. srpna 1940 – 28. února 2013) byl český politik, v 90. letech 20. století poslanec České národní rady a Poslanecké sněmovny za Občanské fórum, později za ODS.

## Biografie
V únoru 1990 se stal poslancem České národní rady v rámci procesu kooptací do ČNR. Mandát pak krátce poté obhájil v řádných volbách v roce 1990 za Občanské fórum. Ve volbách v roce 1992 mandát obhájil, nyní za ODS (volební obvod Severomoravský kraj).
Od vzniku samostatné České republiky v lednu 1993 byla ČNR transformována na Poslaneckou sněmovnu Parlamentu České republiky. Zde setrval do voleb v roce 1996. Byl předsedou výboru pro veřejnou správu, regionální rozvoj a životní prostředí a v letech 1995–1996 i členem organizačního výboru sněmovny. V sněmovních volbách roku 1996 se po stranických primárkách vůbec nedostal na kandidátní listinu. V únoru 1998 se pak uvádí jako ředitel odboru dopravní politiky ministerstva dopravy.
V komunálních volbách roku 1994 a komunálních volbách roku 1998 neúspěšně kandidoval za ODS do zastupitelstva města Frýdek-Místek. Profesně se uváděl k roku 1998 jako úředník státní správy.